# سبزگز علیا
سبزگز علیا، روستایی از توابع بخش مرکزی شهرستان خاش در استان سیستان و بلوچستان ایران است. میرعالی زهی.

## جمعیت
این روستا در دهستان پشتکوه قرار دارد و براساس سرشماری مرکز آمار ایران در سال ۱۳۸۵، جمعیت آن ۱۹۶ نفر (۴۱خانوار) بوده‌است.